# 1917 au Maroc
Chronologie du Maroc
- 1913
- 1914
- 1915
- 1916
- 1917
- 1918
- 1919
- 1920
- 1921

Cet article présente les faits marquants de l'année 1917 au Maroc ou relatifs au Maroc.

## Événements
- 27 septembre : Lyautey, résident général du Maroc est invité par le sultan du Maroc à une fête qu'il donne dans son palais[1].